# Prunus prostrata
Espèce
Classification phylogénétique
Prunus prostrata, le cerisier prostré, est une espèce de plantes à fleurs de la famille des Rosaceae. C'est un buisson de la flore alpine qui se développe généralement à une altitude d'environ 2 000 mètres, mais trouvé jusqu'à 4 000 mètres, et présent en Israël, Algérie, Maroc, Tunisie, Syrie, Turquie, Albanie, Grèce, Sardaigne et Croatie.
Cet arbrisseau a tendance à se coucher au sol, sur la rocaille dans laquelle il se développe généralement.